# Kostas Manolas
Konstantinos "Kostas" Manolas, född 14 juni 1991, är en grekisk fotbollsspelare som spelar för Sharjah. Han har även representerat Greklands landslag.

## Karriär
Den 30 juni 2019 värvades Manolas av Napoli.
Den 16 december 2021 blev han klar för en återkomst i Olympiakos.
I september 2022 värvades Manolas av Sharjah i Förenade Arabemiraten.